# Гедимин
Гедимин (на латински: Gedeminne, Gedeminnus или Godeminnus) е велик литовски княз, един от най-влиятелните владетели в историята на Източна Европа.

## Управление
Наследява трона на брат си Витен през 1316 г., с което основава династията Гедиминовичи. Владенията му включват не само територията на днешна Литва, но и Жемайтия, Волиния, северозападните части на Украйна и Беларус до река Днепър. Разраства държавата до площ, разпростираща се от Балтийско море до Черно море. Отговорен е за построяването на литовската столица Вилнюс. Той се натоварва с трудната задача да се справи със заплахата на Тевтонския и на Ливонския орден, докато в същото време поддържа крехкия баланс между езическите части на Литва, православните си владения в Русия и римокатолическите си съюзници в Полша и Рига. Поради тази причина, политиките му често са несигурни и двусмислени.
През 1322 – 1323 г. той пише на саксонски доминиканци и францисканци и на няколко града от Ханза, предлагайки им защита и привилегии за монасите, търговците и занаятчиите, които примат да се заселят в Литва. Той започва и преки преговори със Светия престол, настоявайки за защита от страна на папа Йоан XXII срещу рицарите и твърдейки, че именно нуждата от национална сигурност срещу тях, а не враждебността към църквата, поддържат Литва езическа страна. През октомври 1323 г. различни църковни представители и господарят на Тевтонския орден се събират във Вилнюс, който Гедимин е направил столица на страната, където е подписана спогодба за мирни взаимоотношения.
Тевтонските рицари, обаче, се стремят да елиминират придобивките на Гедимин и отказват да се подчинят на спогодбата. Впоследствие, Гедимин се съюзява с архиепископа и гражданите на Рига, набавя си обещания за мир от съседите си и допълнително подсилва позицията си като влиза в съюз с римокатолическа Полша и през 1325 г. омъжва дъщеря си Алдона за Кажимеж III Велики, сина на крал Владислав I Локетек. Тогава Тевтонските рицари продължават войната си срещу Гедимин и през остатъка от управлението си той се занимава главно с отбраняването на княжеството си от рицарите, които са подсилвани от западните кръстоносци, когато става ясно, че Гедимин няма приеме християнството.